# 高知県道・愛媛県道8号西土佐松野線
高知県道・愛媛県道8号西土佐松野線（こうちけんどう・えひめけんどう8ごう にしとさまつのせん）は、高知県四万十市から愛媛県北宇和郡松野町に至る主要地方道（高知県道・愛媛県道）である。

## 概要
四万十川西岸の国道441号交点から、四万十川支流の目黒川に沿って上流へ進み、愛媛県に入る。北宇和郡松野町目黒を北上して最上流でトンネルを抜け、松野町富岡に抜けるとそのまま北上し、JR四国予土線 松丸駅付近で終点の国道381号交点に至る。

### 路線データ
- 起点 : 高知県四万十市西土佐橘（国道441号交点）
- 終点 : 愛媛県北宇和郡松野町松丸（国道381号交点）
- 総延長 : 【愛媛県側】10.2 km[1]

## 歴史
- 1993年（平成5年）5月11日 - 建設省（現・国土交通省）から、一般県道西土佐松野線が西土佐松野線として主要地方道に指定される[2]。
- 1994年（平成6年）4月1日 - 高知県と愛媛県が整理番号を一般県道仕様の『108』から主要県道仕様の『8』へ改番。

## 地理

### 通過する自治体
- 高知県
  - 四万十市
- 愛媛県
  - 北宇和郡松野町

### 交差する道路
| 施設名 | 接続路線名                          | 備考          | 所在地                                                                                            |
| ------ | ----------------------------------- | ------------- | ------------------------------------------------------------------------------------------------- |
|        | 国道441号                           | 起点          | 高知県四万十市西土佐津野川                                                                        |
|        | 高知県道・愛媛県道107号藪ヶ市松野線 | 県道107号起点 | 高知県四万十市西土佐薮ヶ市北緯33度8分53.9秒 東経132度45分28秒 / 北緯33.148306度 東経132.75778度   |
|        |                                     |               | 愛媛県・高知県境北緯33度9分25.1秒 東経132度42分50.8秒 / 北緯33.156972度 東経132.714111度          |
|        | 愛媛県道270号滑床松野線             | 県道270号起点 | 愛媛県北宇和郡松野町目黒北緯33度9分43.6秒 東経132度41分54.8秒 / 北緯33.162111度 東経132.698556度  |
|        | 高知県道・愛媛県道107号藪ヶ市松野線 | 県道107号終点 | 愛媛県北宇和郡松野町富岡北緯33度12分4.9秒 東経132度43分4.2秒 / 北緯33.201361度 東経132.717833度   |
|        | 愛媛県道317号目黒松丸線             | 県道317号終点 | 愛媛県北宇和郡松野町富岡北緯33度12分38.6秒 東経132度42分50.5秒 / 北緯33.210722度 東経132.714028度 |
|        | 国道381号                           | 終点          | 愛媛県北宇和郡松野町松丸                                                                          |

### 沿線
- 高知県
  - 高知県立中村高等学校西土佐分校
  - 四万十市立津野川小学校
  - 四万十市立須崎小学校
  - 四万十市立大宮小学校
- 愛媛県
  - 松野町立松野南小学校
  - 河後森城址
  - JR四国予土線 松丸駅
  - 松野町立松野西小学校
  - 滑床渓谷（愛媛県道270号滑床松野線経由）